# Hong
Hong (en chino, 行; pinyin, háng; jyutping, haang4) es el nombre dado en chino cantonés a los grandes clanes comerciales chinos que operaban en la ciudad de Cantón (actual Guangzhou) antes de la primera guerra del Opio. 
El término hong se usa sobre todo en dos contextos. Dentro del Sistema de Cantón (1757-1842), los hong eran cada una de las casas o clanes comerciales chinos que comerciaban con Occidente durante la dinastía Qing. Un hong solía estar controlado por los miembros de una familia de comerciantes, quienes empleaba a clientes y asociados de distintos rangos en sus operaciones, que podían llegar a ser de gran tamaño. 
En el contexto actual, el término hong se usa a veces para referirse a los grandes conglomerado multinacionales fundados en China por occidentales durante la segunda mitad del siglo XIX. Estas compañías fueron fundadas para gestionar el comercio entre China y Occidente como sucesoras de los hong chinos que habían operado en Cantón antes de la primera guerra del Opio (1839-1842). Muchos de ellos se fundaron con participación de capital chino procedente de los hong históricos, pero solían estar encabezadas por comerciantes occidentales. Estos nuevos hong se radicaron sobre todo en Tientsin, Cantón, Hong Kong y Shanghái. Pese a que en muchos casos sus actividades comerciales difieren de las originales (que a menudo incluían el narcotráfico), algunas de estas empresas persisten hasta la actualidad como grandes conglomerados con intereses inmobiliarios, hosteleros y mercantiles variopintos, habitualmente radicados en Hong Kong.

## Orígenes

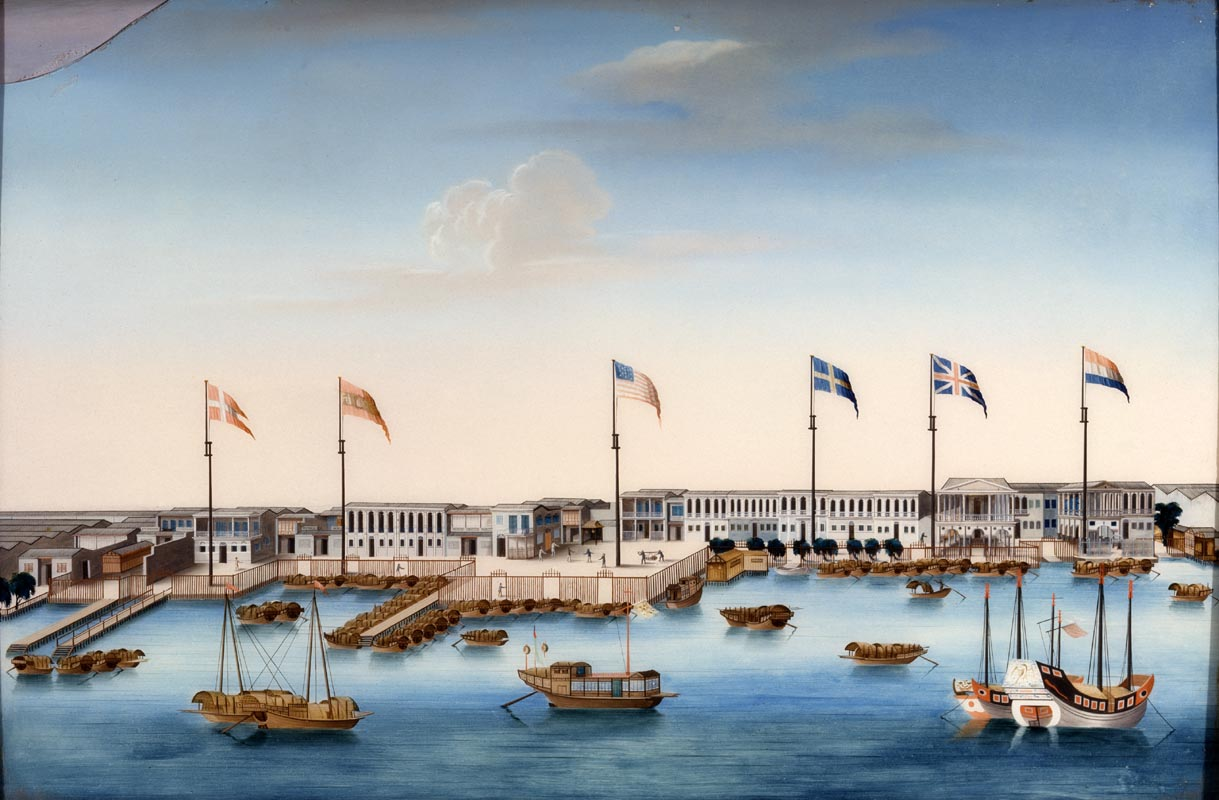
Las trece factorías de Cantón, los hong originales.

Antes de la fundación de Hong Kong en  1841, el término hong se aplicaba a las principales casa comerciales de Cantón. El término, en chino, 行; pinyin, háng; jyutping, hong4; literalmente, ‘profesión’), se refiere a sus actividades comerciales. Los hong operaban como tratantes de productos de exportación. Usaban sus redes de contactos en el interior de China para adquirir té, sedas, porcelana, objetos lacados, y otros productos de exportación, que vendían a los comerciantes occidentales que operaban en Cantón, y a intermediarios chinos afincados en Manila y el resto del sudeste asiático. Los hong también actuaban como banqueros, aseguradores y prestamistas, y solían fletar sus propios barcos para sus propias operaciones comerciales con el sudeste asiático.
La base de operaciones original de los hong era lo que acabaría siendo conocido como el distrito de las trece factorías de Cantón, situado extramuros al suroeste de la ciudad de Cantón. Aunque durante la primera mitad del siglo XVIII los hong operaron con relativa libertad, entre 1757 y 1760 el emperador Qianlong reguló todo el comercio chino con occidente, estableciendo lo que se conoce como el Sistema de Cantón. Como parte de sus reformas, Qianlong reorganizó a los hong que comerciaban con occidente en un monopolio conocido como el Co-hong. 
El cohong era un gremio de hongs (originariamente 13, aunque el número de miembros del Cohong varió entre 5 y 26) estrictamente supervisado por el gobierno imperial por medio del hoppo, el supervisor de aduanas de Cantón, que recaudaba tasas aduaneras, podía expulsar a sus miembros. Como parte de las regulaciones imperiales, los europeos tenían prohibido se dueños de propiedades en China; los hong del cohong alquilaban sus propias factorías comerciales a los occidentales, que se afincaron en el distrito de las factorías de esta ciudad, situado junto al río de las Perlas, extramuros del recinto principal de Cantón. Se cree que el término hong se usaba en un principio para referirse a las trece oficinas de los hong.
Aunque originariamente no todos los hong eran miembros del Cohong, dado que muchos de ellos comerciaban con estados del sureste asiático como Vietnam o Siam, la importancia de los hong del Cohong creció rápidamente debido al volumen del negocio de exportación de bienes a Europa y América. Para los occidentales, un hong pasó pronto a ser sinónimo de firma comercial china miembro del Cohong, y por extensión una de las trece factorías de Cantón. 
Los hong estaban sujetos a un alto grado de volatilidad, por cuanto dependían enteramente del favor imperial y del hoppo, y las bancarrotas eran frecuentes. Sin embargo, como intermediarios entre China y Occidente, las oportunidades de negocio eran fabulosas; por ejemplo, para 1800 el comercio entre China y el Reino Unido suponía el 10% del PIB británico, y pasaba exclusivamente por manos de los hong. Así, los hong podían convertirse en empresas extremadamente ricas; algunas de ellas, como el Hong Ewo convirtieron a su dueño, el famoso Howqua (1769-1843), el hombre más rico del mundo. Era frecuente que para diversificar sus inversiones, los hong financiaran firmas y actividades comerciales occidentales. Por ejemplo, la poderosa familia Forbes de Boston hizo su fortuna gracias a las inversiones del hong del magnate chino Howqua en sus actividades comerciales, principalmente el narcotráfico de opio e inversiones en los ferrocarriles estadounidenses.La identificación de "hong" con empresas occidentales radicadas en China dedicadas al comercio entre China y Occidente tiene su origen en esta práctica de los hong del Cohong de invertir en empresas y actividades operadas por occidentales.
Las factorías de Cantón fueron disueltas tras la primera guerra del Opio (1839-1842), y buena parte del tráfico comercial del sur de China pasó a estar dominado por la colonia británica de Hong Kong, que los británicos habían adquirido en virtud del tratado de Nankín. En Hong Kong surgieron rápidamente numerosos hong con capital chino u occidental, que contribuyeron al despegue económico de la colonia. Uno de los primeros hong que se trasladó a Hong Kong fue la firma británica Jardine Matheson, que adquirió el lote número 1 en la primera subasta de tierras de Hong Kong en 1841. En 1843, esta misma firma estableció una sede en Shanghái. El nombre de su sede en Shanghái, "Hong Ewo" o "Ewo House", estaba basado en el nombre del hong que el famoso comerciante chino Howqua (1769-1843) había gestionado en Cantón. Jardine Matheson había podido crecer en sus inicios gracias al apoyo y los préstamos que habían recibido de Howqua.
En la actualidad, el término hong se usa para referirse las compañías hongkonesas fundadas durante el Hong Kong colonial, habitualmente en manos de inmigrantes occidentales o de oriente medio. Muchas de estas firmas comerciales son en la actualidad grandes conglomerados multinacionales. A fin de evitar ser expropiadas por el Partido Comunista Chino, muchas de ellas trasladaron sus sedes sociales fuera de Hong Kong cuando la ciudad pasó a manos chinas en 1997.

## Conglomerados comerciales del Hong Kong colonial
Nota: Debajo se recogen algunas de los principales hong del Hong Kong colonial; su peso e importancia son relativos.

### 1843
- 12 firmas británicas[8]
- Seis compañías Parsee de la india – incluyendo D.M. Rustomjee
- Una compañía americana – Augustine Heard and Company

### 1844
- Jardine Matheson,[8] fundada originalmente en Cantón, y dedicada al narcotráfico de opio, en la actualidad es un conglomerado inmobiliario.
- Dent & Co., dedicada al narcotráfico.

### 1850s
- Russell & Co – Compañía estadounidense fundada por Samuel Russell en Cantón en 1824 para el narcotráfico; fue adquirida por J & T H Perkins de Boston en 1830, fundó su sede de Hong Kong en 1850
- Wheelock Marden 1857

### 1860s
- Gilman and Bowman – fundada por Richard James Gilman como comerciante de té en 1840; adquirida por Duncan Paterson de Australia en 1917 y convertida en una compañía privada en 1919; fue adquirida por el Inchcape Group en1969.[10]
- Hutchison Whampoa – fundada por John Duflon Hutchison en 1863.
- John Swire & Sons Limited – fundada por John Swire en Liverpool en 1816, originariamente eran comerciantes textiles que establecieron su sede en Hong Kong en 1861. En la actualidad es un conglomerado inmobiliario con intereses en las industrias del gas y del petróleo.

### 1870s
- Butterfield and Swire[8]
- Adamson Bell and Company; convertida en Dodwell, Carlill & Co. en 1891 por George Benjamin Dodwell; cambió su nombre a Dodwell & Co. en 1899; adquirida por el Inchcape Group en 1972
- The Wharf (Holdings)

### 1890s
- Jebsen & Co. – grupo armador fundado con capital danés y alemán en 1895. En la actualidad es una compañía de marketing, distribución y fabricación.